# Westlothiana

Розмір Westlothiana

Westlothiana — рід чотириногих рептилієподібних, що жили приблизно 338 мільйонів років тому під час останньої частини Візейського періоду кам'яновугільного періоду. Представники роду зовні були схожі на сучасних ящірок. Рід відомий з одного виду Westlothiana lizziae. Типовий зразок був виявлений у вапняку Іст-Кірктон у кар'єрі Іст-Кірктон, Західний Лотіан, Шотландія, у 1984 році. Мисливець за копалинами Стен Вуд назвав цей екземпляр «ящіркою Ліззі», і цю назву швидко прийняли інші палеонтологи та преса. Коли зразок був офіційно названий у 1990 році, він отримав специфічну назву «lizziae» на честь цього прізвиська. Однак, попри подібну форму тіла, Westlothiana не вважається справжньою ящіркою. Анатомія Вестлотіани містила суміш як «лабіринтодонтів», так і рис рептилії, і спочатку вважалася найдавнішою відомою рептилією або амніотою. Однак оновлені дослідження показали, що ця ідентифікація не зовсім точна. Замість того, щоб бути однією з перших амніот (четвертиногих, що відкладають яйця з твердою шкаралупою, включаючи синапсидів, рептилій та їхніх нащадків), Westlothiana була радше близьким родичем Amniota. Як наслідок, більшість палеонтологів після оригінального опису відносять рід до групи Reptiliomorpha, серед інших родичів амніот, таких як діадектоморфи та сеймуріаморфи.